# Camilla Mickwitz
Camilla Mickwitz, född Zilliacus 22 september 1937 i Helsingfors, Finland, död där 4 juli 1989, var en finlandssvensk grafiker, animatör och författare. 
Mickwitz utexaminerades 1958 från Konstindustriella läroverket och har främst blivit känd för sina barnböcker och filmserier om Jason, Emilia och Mimosa. Camilla Mickwitz var en föregångare bland de finländska barnboksillustratörerna med sina färggranna illustrationer fyllda av livsglädje. Ett genomgående tema i hennes produktion är frågan om barnets roll och barnets ställning i familjen, med en antydning om ett bredare 1960-talistiskt samhällsengagemang.
Filmen Jasons sommar utsågs 1975 till årets bästa TV-film för barn vid en världsomfattande festival i Hollywood. 1984 fick hon Rudolf Koivu-priset för hela sin produktion.
I Finland är hon mest känt för animation för Pikku Kakkonen, "Lilla Tvåan", barnens magasinprogram sedan 1971.